# Matthäus Bauchinger

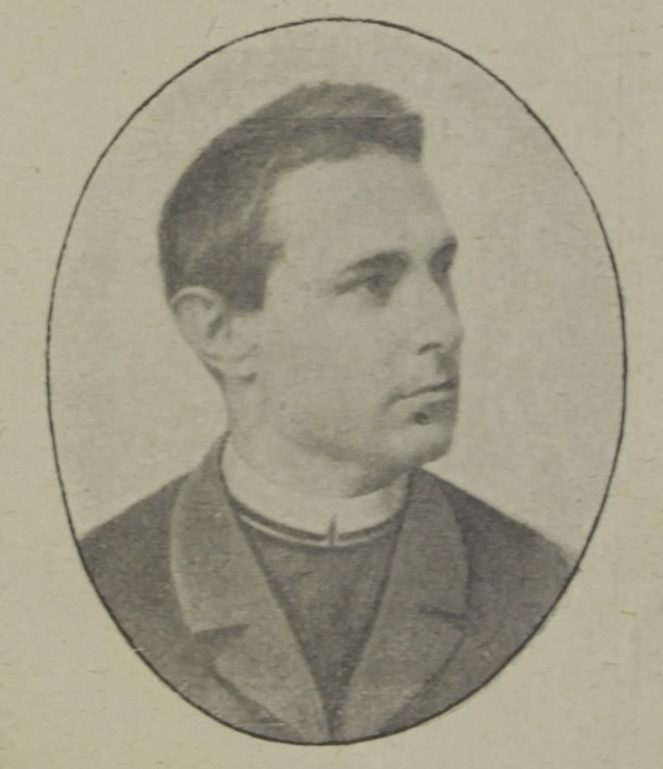
Matthäus Bauchinger, um 1902

Matthäus Bauchinger, nach anderen Quellen Matthias (* 3. September 1851 in Frankenburg am Hausruck; † 9. April 1934 in Pöchlarn) war ein römisch-katholischer Priester und österreichischer Politiker der Christlichsozialen.

## Leben
Matthias Bauchinger besuchte das Gymnasium in Linz und trat 1869 in den Redemptoristenorden ein. Nach dem Studium der Theologie in Mautern wurde er 1874 zum Priester geweiht. Von 1895 bis 1932 war er Stadtpfarrer der niederösterreichischen Kleinstadt Pöchlarn. Er war christlichsozialer Politiker Niederösterreichs und von 1907 bis zum Ende der Monarchie 1918 Reichsratsabgeordneter für die Christlichsozialen (XI. und XII. Legislaturperiode). 1918 war er Abgeordneter in der Provisorischen Nationalversammlung und Abgeordneter der Provisorischen Landesversammlung von Niederösterreich.
Er war einer der Initiatoren des Niederösterreichischen Bauernbundes (einer Vorläufer- und nunmehr Teilorganisation der ÖVP). 1898 gründete er die Landwirtschaftliche Genossenschafts-Zentralcasse und 1927 die Girozentrale der landwirtschaftlichen Genossenschaftsbanken.
Von 1920 bis 1931 war er Generalanwalt des Österreichischen Raiffeisenverbandes.

## Auszeichnungen
- Ritter III. Klasse des Ordens der Eisernen Krone[6]
- Ehrenbürger von Erlauf, St. Leonhard am Forst und Kirchberg an der Pielach[7]